# 水长河

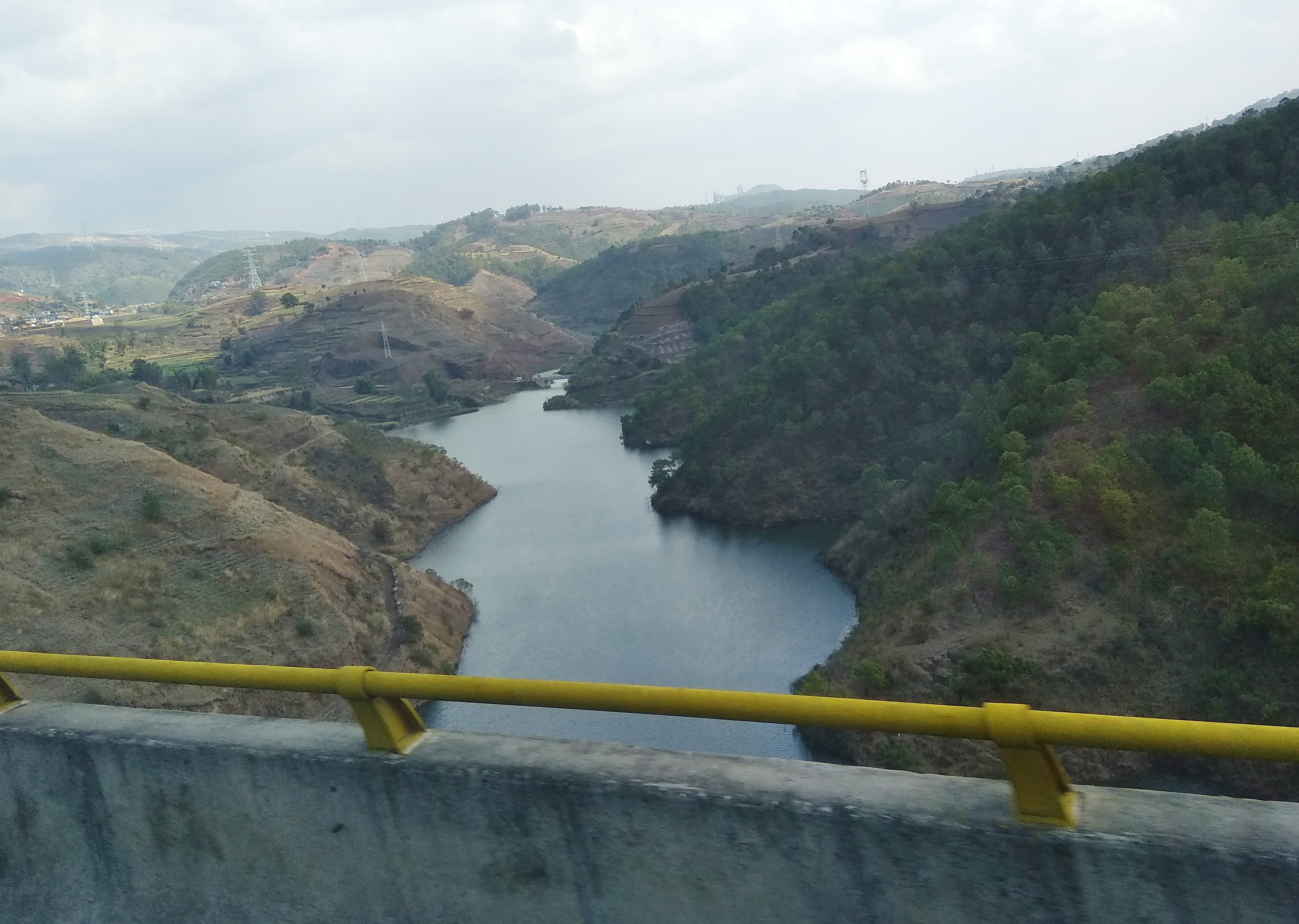
上游蒲缥河段红岩水库库尾。

水长河，位于中国云南省西南部，是怒江左岸支流。发源于施甸县水长乡王家山，蜿蜒向西北流经保山市隆阳区小干岩水库和红岩水库后进入蒲缥盆地，此段也称蒲缥河，继续西北流经蒲缥镇蒲缥社区、塘子沟社区、水井村、石亩河村、杨柳白族彝族乡岩头村下横山等村落，于记名树村小组东北，右纳罗明坝河后转西流，汇入怒江。河长46.7千米，流域面积703.6平方千米。落差1820米，河道平均比降24.3‰。水长河上游流经的蒲缥镇是云南历史文化名镇，是古代南方丝绸之路上的重要驿站。